# غلوجة سفلي
غلوجة سفلي (بالفارسية: گلوجه سفلی) هي مستوطنة تقع في قسم تشاراويماق المركزي في إيران.